# The Exciters
The Exciters fueron un grupo norteamericano de música pop de los años 60. Originalmente creado como girl group, aunque más tarde se unió un único miembro masculino. La formación en su época de mayor popularidad estaba compuesta por la vocalista Brenda Reid, su marido Herb Rooney, Carolyn Johnson y Lillian Walker.

## Historia
Brenda Reid, Carolyn (Carol) Johnson, Lillian Walker y Sylvia Wilbur formaron el grupo en 1961, cuando todavía eran estudiantes de instituto en Queens, Nueva York. Originalmente adoptaron el nombre de the Masterettes, con el que publicaron su primera grabación, "Follow the Leader", a principios de 1962. Wilbur dejó el grupo y fue sustituida por Penny Carter, audicionaron para Jerry Leiber y Mike Stoller, y consiguieron un contrato discográfico. Penny Carter dejó entonces la banda y fue reemplazada por Herb Rooney.
El nombre del grupo fue cambiado a the Exciters, y su primer éxito, producido por Leiber y Stoller para United Artists Records, fue "Tell Him", que alcanzó el número 4 de las listas de éxitos norteamericanas a principios de 1963. La canción había sido previamente publicada sin éxito por Gil Hamilton, más tarde conocido como Johnny Thunder. El éxito de  "Tell Him", según el crítico Jason Ankeny, abrió el camino para otras girl group, comothe Shangri-Las y the Ronettes.
Otras canciones de éxito de la banda fueron "He's Got the Power" (escrita por Ellie Greenwich y Tony Powers), "Get Him" o el clásico "Blowing Up My Mind". The Exciters también grabaron "Do-Wah-Diddy", escrita por Greenwich y Jeff Barry en 1963. La versión de este tema, bajo el título de "Do Wah Diddy Diddy" por el grupo británico Manfred Mann, se convirtió en un éxito internacional.
En 1965, the Exciters dejaron a Leiber-Stoller y al sello United Artists para firmar con Roulette Records. Más tarde continuaron con Bang Records, el sello de Bert Berns y finalmente con RCA, aunque con escaso éxito comercial. Ronnie Pace y Skip McPhee reemplazaron a Johnson y Walker. El grupo se disolvió en 1974.

## Discografía

### Sencillos
| Año  | Sencillo                                                         | Posicionamiento | Posicionamiento | Posicionamiento |
| Año  | Sencillo                                                         | US Pop          | US R&B          | UK              |
| ---- | ---------------------------------------------------------------- | --------------- | --------------- | --------------- |
| 1962 | "Tell Him"                                                       | 4               | 5               | 46              |
| 1963 | "He's Got The Power"                                             | 57              | -               | -               |
| 1963 | "Get Him"                                                        | 76              | -               | -               |
| 1964 | "Do-Wah-Diddy"                                                   | 78              | n/a             | -               |
| 1965 | "I Want You To Be My Boy"                                        | 98              | n/a             | -               |
| 1966 | "A Little Bit of Soap"                                           | 58              | -               | -               |
| 1969 | "You Don't Know What You're Missing ('Til It's Gone)"            | -               | 49              | -               |
| 1975 | "Reaching for the Best"                                          | -               | -               | 31              |
| 1978 | "Tonight I'm Gonna Make You A Star" Brenda & Herb (The Exciters) | -               | 70              | -               |

### Álbumes
- Tell Him (United Artists, 1963)[7]
- The Exciters (Roulette, 1965)
- Caviar And Chitlins (1969)
- Black Beauty (1971)
- Heaven Is Where You Are (1976)
- The Exciters (1977)